# Яссін Фортюне
Яссін Ензо Фортюне (фр. Yassin Enzo Fortuné; нар 30 січня 1999, Обервільє) — французький футболіст, фланговий півзахисник і нападник клубу «Сьйон», який виступає на правах оренди за житомирське «Полісся».

## Клубна кар'єра
Яссін народився у Франції в сім'ї гаїтянця та алжирки. Фортюне почав займатися футболом у клубі «Стен», а потім грав за молодіжні команди паризького «Ред Стара» та «Ланса». У 2015 році у віці 16 років він підписав свій перший професійний контракт із лондонським «Арсеналом». Сума трансферу становила 3 млн фунтів. За основний склад канонірів Яссін так і не зіграв, виступаючи за юнацькі та молодіжні склади команди U18, U19 і U23.
Влітку 2018 року його контракт з «Арсеналом» закінчився і Фортюне на правах вільного агента уклав чотирирічну угоду зі швейцарським «Сьйоном». 22 вересня у матчі проти «Туна» він дебютував у швейцарській Суперлізі. 30 вересня в поєдинку проти «Люцерна» Яссін забив свій перший гол за «Сьйон».
31 січня 2021 року він був відданий в оренду «Анже» до кінця сезону, але зіграв лише 14 хвилин проти «Ренна» (0:3) у Лізі 1. Після цього на сезон 2021/22 він орендований клубом «Шоле» з Національного чемпіонату, третього дивізіону Франції.
17 січня 2024 року перейшов на правах оренди до кінця сезону у житомирське «Полісся».

## Міжнародна кар'єра
У 2016 році у складі юнацької збірної Франції Фортюне взяв участь у юнацькому чемпіонаті Європи в Азербайджані. На турнірі він зіграв у всіх трьох матчах, але французи посіли останнє місце у групі. Загалом на юнацькому рівні за збірні Франції усіх вікових категорій провів 34 гри і забив 7 голів.